# Eleccions legislatives d'Israel de 1951
Les eleccions legislatives d'Israel de 1951 se celebraren el 30 de juliol de 1951 per a renovar els 120 membres de la Kenésset. El Mapai fou el partit més votat i David Ben-Gurion fou nomenat primer ministre d'Israel en un govern de coalició amb els partits religiosos i les llistes satèl·lit àrabs. Fou molt inestable i fins i tot el 1954 Ben-Gurion va dimitir i fou substituït per Moshe Sharett fins que es convocaren noves eleccions.

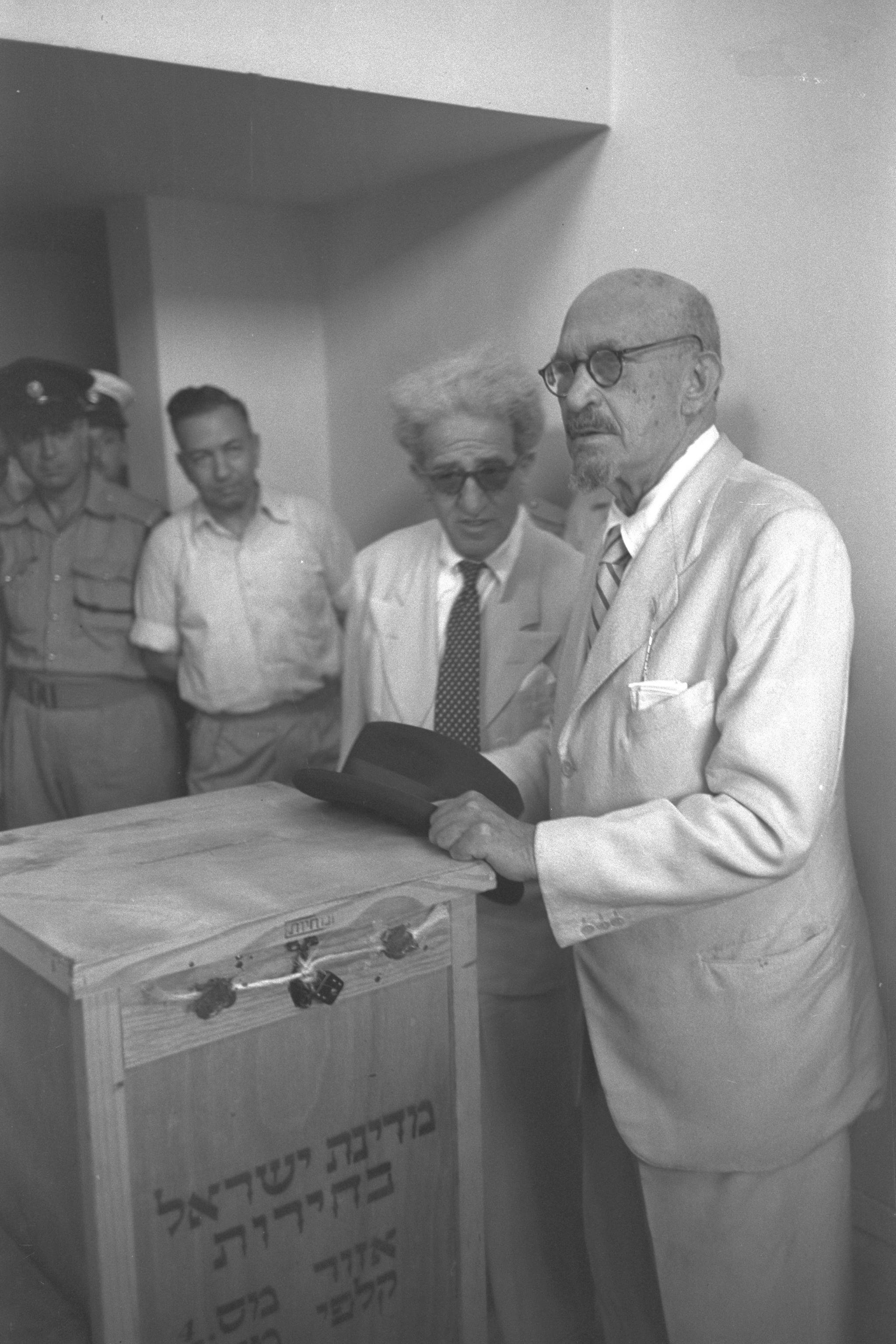
El president Chaim Weizmann votant

## Resultats

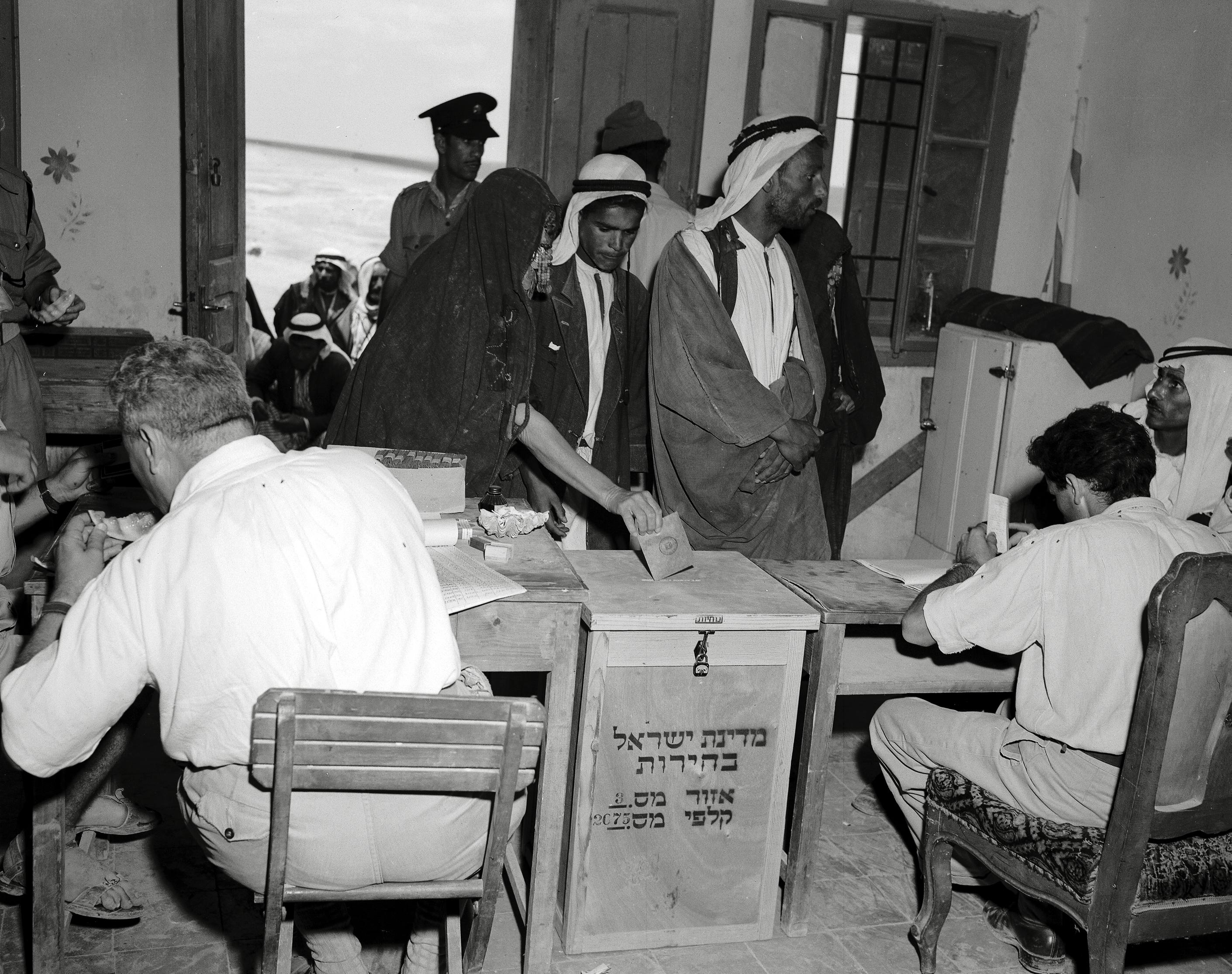
Beduïns votant

|                                  |                                          |         |       |        |        |
| ← Eleccions a la Kenésset, 1951→ |                                          |         |       |        |        |
|                                  | Candidatura                              | Vots    | %     | Escons | Escons |
| 1951                             | Candidatura                              | Vots    | %     | Dif.   |        |
|                                  | Mapai                                    | 256.456 | 37,3% | 45     | -1     |
|                                  | Sionistes Generals                       | 111.394 | 16,2% | 20     | +13    |
|                                  | Mapam                                    | 86.095  | 12,5% | 15     | -4     |
|                                  | Ha-Poel ha-Mizrahí                       | 46.347  | 6,8%  | 8      | +1     |
|                                  | Herut                                    | 45.651  | 6,6%  | 8      | -6     |
|                                  | Partit Comunista Israelià                | 27.774  | 4,0%  | 5      | +1     |
|                                  | Partit Progressista                      | 22.171  | 3,2%  | 4      | -1     |
|                                  | Llista Democràtica dels Àrabs Israelians | 16.370  | 2,0%  | 3      | Nou    |
|                                  | Agudat Israel                            | 13.799  | 2,0%  | 3      | +1     |
|                                  | Comunitats Sefardita i Oriental          | 12.002  | 1,8%  | 2      | -2     |
|                                  | Poalé Agudat Israel                      | 11.194  | 1,6%  | 2      | -1     |
|                                  | Mizrahí                                  | 10.383  | 1,5%  | 2      | -2     |
|                                  | Progrés i Treball                        | 8.067   | 1,2%  | 1      | Nou    |
|                                  | Associació Iemenita                      | 7.965   | 1,2%  | 1      | =      |
|                                  | Agricultura i Desenvolupament            | 7.851   | 1,1%  | 1      | Nou    |
|                                  | Unitat Sefardita-Asquenazita             | 4.038   | 0,6%  | 0      | Nou    |
|                                  | Total (participació 74,3%)               | 687.492 | 100%  | 120    | -      |

1. 1 2 3 4   Es compara el resultat amb els escons que obtingueren en les anteriors eleccions integrats a la llista Front Unit Religiós.